# Кобиле (Люблінське воєводство)
Кобилє (пол. Kobyle) — колишнє українське село в Польщі, у гміні Рейовець Холмського повіту Люблінського воєводства. Населення — 431 особа (2011).

## Розташування
Знаходиться на Закерзонні (в історичній Холмщині).

## Історія
Село вперше згадується в 1421 р.
1548 року вперше згадується православна церква в селі.
За даними етнографічної експедиції 1869—1870 років під керівництвом Павла Чубинського, населення села порівну становили греко-католики і римо-католики. Греко-католиків налічувалося 176 осіб, розмовляли польською мовою.
Віками проводилась латинізація і спольщення жителів села, ланками якої стали заборона царем греко-католицької церкви в 1875 р., царський указ 1905 року, депортація українців російською армією в 1915 р., окупація Холмщини поляками в 1919 р. та репресії щодо українців, терор польських банд з убивствами у 1943—1947 роках, депортація українців до СРСР (незадокументована кількість) і на понімецькі землі (27 осіб).
За німецьким переписом 1943 р. українську національність задекларували вже лише 210 осіб, польську — 397.
У 1975—1998 роках село належало до Холмського воєводства.

## Демографія
Демографічна структура станом на 31 березня 2011 року:
|          | Загалом | Допрацездатний вік | Працездатний вік | Постпрацездатний вік |
| -------- | ------- | ------------------ | ---------------- | -------------------- |
| Чоловіки | 209     | 39                 | 139              | 31                   |
| Жінки    | 222     | 45                 | 119              | 58                   |
| Разом    | 431     | 84                 | 258              | 89                   |